# The Play About the Baby
The Play About the Baby è un'opera teatrale del drammaturgo statunitense Edward Albee, debuttata a Malvern nel 1998.

## Trama
Nel giardino dell'Eden vivono un Ragazzo e una Ragazza. La Ragazza è incinta e poco dopo aver dato alla luce un bambino una coppia matura, l'Uomo e la Donna, appare nell'Eden. L'Uomo e la Donna raccontano aneddoti, parlano tra loro e con il pubblico, chiedono agli spettatori la loro opinioni su vari argomenti. L'Uomo comincia a parlare di religione e, in particolare, del Discorso della Montagna, mentre la Donna traduce ogni sua parola nella lingua dei segni.
I due dicono a Ragazzo e Ragazza che porteranno via il bambino; Ragazzo, sospettando che i due siano zingari, chiede a Uomo e Donna chi sono. Nel finale, Uomo prende il fagottino in cui è avvolta il bambino, lo apre e mostra che la coperta che avvolgeva il bambino è vuota.

## Produzioni
La piece debuttò al Festival Theatre di Malvern il 1º settembre 1998, prodotta dall'Almeida Theatre Company e diretto da Howard Davies. Il cast era composto da Rupert Penry-Jones (Ragazzo), Zöe Waites (Ragazza), Frances de la Tour (Donna) e Alan Howard (Uomo).
La prima americana ebbe luogo all'Alley Theatre di Houston l'11 aprile 2000, con la regia di Albee. Facevano parte del cast David Burtka (Ragazzo), Kathleen Early (Ragazza), Marian Seldes (Donna) e Brian Murray (Uomo). Questa stessa produzione andò in scena al Century Center for the Performing Arts di New York dal 1º febbraio al 1º settembre 2001. Nel 2001 The Play About the Baby fu candidata al Premio Pulitzer per la drammaturgia.